# 南方铁角蕨
南方铁角蕨（学名：Asplenium belangeri），为铁角蕨科铁角蕨属下的一个植物种。